# Élections aux Cortes de Castille-La Manche
Les élections aux Cortes de Castille-La Manche (en espagnol : elecciones a las Cortes de Castilla La Mancha) se tiennent tous les quatre ans, afin d'élire les députés aux Cortes de Castille-La Manche. Celles-ci se composent, actuellement, de 33 députés.

## Résumé
| Année | Participation | Hémicycle                 | Parti en tête | Parti en tête    | Score   | Sièges  | Président | Président                 | Président |
| ----- | ------------- | ------------------------- | ------------- | ---------------- | ------- | ------- | --------- | ------------------------- | --------- |
| 1983  | 74,53 %       |                           |               | Parti socialiste | 47,01 % | 23 / 44 |           | José Bono                 | PSOE      |
| 1987  | 75,43 %       |                           |               | Parti socialiste | 46,79 % | 25 / 47 |           | José Bono                 | PSOE      |
| 1991  | 72,50 %       |                           |               | Parti socialiste | 52,69 % | 27 / 47 |           | José Bono                 | PSOE      |
| 1995  | 78,83 %       |                           |               | Parti socialiste | 46,18 % | 24 / 47 |           | José Bono                 | PSOE      |
| 1999  | 74,85 %       |                           |               | Parti socialiste | 54,19 % | 26 / 47 |           | José Bono                 | PSOE      |
| 2003  | 76,26 %       |                           |               | Parti socialiste | 58,61 % | 29 / 47 |           | José Bono                 | PSOE      |
| 2003  | 76,26 %       | José María Barreda (2004) |               | Parti socialiste | 58,61 % | 29 / 47 |           |                           | PSOE      |
| 2007  | 73,70 %       |                           |               | Parti socialiste | 52,63 % | 26 / 47 |           | José María Barreda        | PSOE      |
| 2011  | 75,96 %       |                           |               | Parti populaire  | 48,92 % | 25 / 49 |           | María Dolores de Cospedal | PP        |
| 2015  | 71,50 %       |                           |               | Parti populaire  | 37,49 % | 16 / 33 |           | Emiliano García-Page      | PSOE      |
| 2019  | 67,98 %       |                           |               | Parti socialiste | 44,10 % | 19 / 33 |           | Emiliano García-Page      | PSOE      |
| 2023  | 69,60 %       |                           |               | Parti socialiste | 45,04 % | 17 / 33 |           | Emiliano García-Page      | PSOE      |